# Touille
Touille é uma comuna francesa na região administrativa de Occitânia, no departamento de Alta Garona. Estende-se por uma área de 6,49 km². Em 2010 a comuna tinha 243 habitantes (densidade: 37,4 hab./km²).